# 大竹与茂七
大竹 与茂七（おおたけ よもしち、延宝4年（1676年） - 正徳3年6月2日（1713年7月23日））は越後国新発田藩領中之島村（旧新潟県南蒲原郡中之島町・現長岡市中之島）の名主（なぬし）である。子孫には政治家の大竹貫一、女優の大竹しのぶがいる。

## 生涯
宝永元年（1704年）、刈谷田川の大洪水の時、中之島村の名主であった与茂七は村内の堤防決壊を防ぐため、緊急の措置として自分の山の木を切り出して堤防の補強を行った。そしてさらに足りない分を、藩有林を無断で伐ると極刑になることを承知の上で、藩有林と大庄屋星野儀兵衛の山の木を切って補った。村人は助かり、与茂七に感謝し喜び合った。しかし、影で農民達に人気のある与茂七に妬みを持つ大庄屋儀兵衛ら数名は、村人達を助けたことを逆恨みし、役人に密告した。数日後、役人に捕らわれ、新発田城下の白州に引き出され、藩有林を無断で伐採したことを咎められた。与茂七はあの時そうしていなければ近郷は押し流される事を告げた。藩内で裁判にまで発展し、この件に関して無罪となったが、正徳2年（1712年）、両者間に借用証文、未進年貢などをめぐって争いが起こり再び裁判となった。藩内の意見が分かれ、名主である与茂七が大庄屋である儀兵衛に従うのが政道とし、このまま与茂七の言う事を聞き入れては農民がつけあがるとし、与茂七の意見は聞き入られなかった。最後の裁判が開廷し、自分の意見を告げるがその甲斐なく、与茂七は縄で縛られ、口を無理に開けられ釘抜きで歯を抜かれた。すさまじい叫びと血が白州を赤く染めた。その時、与茂七は「役人や自分を罠に陥れた者に末代まで祟ってやる」と叫んだ。正徳3年（1713年）6月2日、与茂七と他数名は縄で縛られ裸馬に乗せられ新発田の刑場に向かった。刑場に向かう途中、なみだ橋で涙ながらに人々は与茂七を見送った。刑場に着くと、辞世の歌を残し、打ち首となり最期を遂げた。与茂七らの首は見せしめのため、中之島与板街道に晒し首にされた。

## 与茂七火事
与茂七が刑に処せられてまもなく、大庄屋や奉行所のこの件に関わった役人達は、次々と気がふれて狂い死に、続いて享保4年（1719年）、新発田城下の町の大半が焼けるという大火事に見舞われた。その大火のおり、町中を飛び回る青い火の玉があり、それが降りたところから火の手が上がるのを見たという人が大勢いた。人々は、「これは与茂七のたたりであるに違いない」と言い出し、この大火を与茂七火事と呼ぶようになった。それからというもの、新発田が大火事が起こると、すぐに与茂七火事が引き合いに出されるようになった。昭和10年（1935年）9月13日の新発田大火で、被災地域の中で一軒だけ焼け残った家があったが、その時なども、「与茂七が刑場に連れて行かれるときに、わらじをくれてやった家である」という話が、人々の間でまことしやかに語られるほどである。

## 関連史跡

### 五十志霊神社
新発田市諏訪神社の境内にある。新発田藩が与茂七の冤罪を認め、供養するため建立した。享保4年（1719年）、明治28年（1895年）の大火が与茂七火事と称され、与茂七の怨霊に起因すると考えられたためで、その霊を祀ることによって、火伏せの神とされた。また境内には与茂七の石碑も建っている。

### 石動神社
新発田藩主溝口重元の生母およつ（智光院）が創建。安永3年（1774年）、藩主溝口候の武運祈願のため、五十公野大和の地に建立された。古社は与茂七鎮魂のため、与茂七の旧故地の葛塚に下し置かれたが、中曽根村民の与茂七鎮魂の熱意によって、明治42年（1909年）に現在地（新発田市中曽根町）に建立された。

### なみだ橋跡
新発田市中曽根町。橋跡を示す標柱があるのみで、橋は残っていない。

### 与茂七処刑の地標柱
新発田市中曽根町にある標柱。脇には身代わり地蔵（幼い子供が殿様とは知らずに前を横切ろうとした際、無礼打ちにされるところを、地蔵の影に隠れ、逃げて助かったという）が建っている。

### 与茂七地蔵
長岡市中之島にある、獄門台跡地に建つ与茂七を祀る地蔵堂で、近くには墓碑とともに鎮魂の碑も建てられている。

### 義民与茂七首塚
長岡市の光正寺にある。

## 参考資料
- 「新発田市史」[要文献特定詳細情報]
- 「新発田をめぐる人物ものがたり」[要文献特定詳細情報]
- 「義民与茂七」（与茂七ガイド）新発田与茂七を偲ぶ会[要文献特定詳細情報]
- 「義民与茂七」田中惣五郎著[要文献特定詳細情報]
- 「義民与茂七実伝」畠山弄月子著[要文献特定詳細情報]